# Federazione cestistica della Repubblica Ceca
La Česká Basketbalová Federace (acronimo ČBF) è l'ente che controlla e organizza la pallacanestro in Repubblica Ceca.
La federazione controlla inoltre la nazionale di pallacanestro della Repubblica Ceca. Ha sede ad Praga e l'attuale presidente è Miroslav Jansta.
È affiliata alla FIBA dal 1932 e organizza il campionato di pallacanestro ceco.